# Municipio de Lincoln (condado de Newaygo)
El municipio de Lincoln (en inglés: Lincoln Township) es un municipio ubicado en el condado de Newaygo en el estado estadounidense de Míchigan. En el año 2010 tenía una población de 1275 habitantes y una densidad poblacional de 13,78 personas por km².

## Geografía
El municipio de Lincoln se encuentra ubicado en las coordenadas 43°37′6″N 85°52′22″O / 43.61833, -85.87278. Según la Oficina del Censo de los Estados Unidos, el municipio tiene una superficie total de 92.51 km², de la cual 88.96 km² corresponden a tierra firme y (3.84%) 3.55 km² es agua.

## Demografía
Según el censo de 2010, había 1275 personas residiendo en el municipio de Lincoln. La densidad de población era de 13,78 hab./km². De los 1275 habitantes, el municipio de Lincoln estaba compuesto por el 92.39% blancos, el 1.8% eran afroamericanos, el 1.57% eran amerindios, el 0.31% eran asiáticos, el 0.08% eran isleños del Pacífico, el 1.96% eran de otras razas y el 1.88% pertenecían a dos o más razas. Del total de la población el 4.16% eran hispanos o latinos de cualquier raza.